# Grazia da Cattaro
Grazia da Cattaro (Mulla, 27 ottobre 1438 – Murano, 9 novembre 1508) è stato un religioso italiano dell'Ordine di Sant'Agostino. Il suo culto come beato è stato confermato da papa Leone XIII nel 1889.

## Biografia
Di umile famiglia, divenne marinaio come suo padre. Già trentenne, colpito da un'omelia pronunciata dall'eremitano Simone da Camerino, decise di abbracciare la vita religiosa tra gli agostiniani di Monteortone, vicino a Padova, presso i quali si distinse per l'austerità e la scrupolosa osservanza della regola.
Morì nel convento di San Cristoforo della Pace a Murano.

## Il culto
Il suo corpo, esumato poco tempo dopo la sua morte, fu trovato incorrotto ed esposto alla venerazione dei fedeli in un'arca marmorea. Le reliquie furono traslate a Mulla nel 1810.
Papa Leone XIII, con decreto del 6 giugno 1889, ne confermò il culto con il titolo di beato.
Il suo elogio si legge nel martirologio romano al 9 novembre.